# ریزدانه‌های الماس
ریزدانه‌های الماس  پنجمین آلبوم تکنوازی سنتور اردوان کامکار است که در فروردین ۱۳۹۲ و توسط آوایان ققنوس پخش شد. قطعه‌های این آلبوم توسط اردوان کامکار به همراه گروه کامکارها در اجراهای ۱۳۹۱ به صورت زنده اجرا می‌شد.
اردوان کامکار این آلبوم را پس از نزدیک به یک دهه از آخرین آلبوم تکنوازی خود پخش کرد. این اثر به کنسرت پاییزی گروه کامکارها در سال ۱۳۹۱ برمی‌گردد که بخشی از آن اجرا به تکنوازی سنتور اردوان کامکار اختصاص داشت و عنوان آن بخش «ریزدانه‌های الماس» بود.
در قطعه «راه کابل»، از ملودی‌ معروف افغانی «ملا ممدجان»  استفاده شده است.   بنا بر گفته‌ی اردوان کامکار، او قطعه <<انتظار>> را هنگامی که در بیمارستان منتظر تولد فرزندش بود، از یک بلوچی شنیده است.

## فهرست ترانه‌ها
موسیقی همهٔ ترانه‌ها توسط اردوان کامکار ساخته شده‌است.
| شماره      | نام                | مدت   |
| ---------- | ------------------ | ----- |
| ۱.         | «پریشان در باد»    | ۸:۲۹  |
| ۲.         | «انتظار»           | ۹:۲۱  |
| ۳.         | «راه کابل»         | ۱۶:۱۱ |
| ۴.         | «ریزدانه‌های الماس» | ۸:۳۳  |
| مجموع مدت: | مجموع مدت:         | ۴۲:۳۱ |